# Carthaginian II
Die Carthaginian II war ein Segelschiff, das seit 1973 ein Wahrzeichen der ehemaligen Walfängerstadt Lāhainā auf der hawaiischen Insel Maui war. Nachdem das 1920 gebaute Schiff zwischenzeitlich als Museum genutzt wurde, ist es heute als Unterwasserwrack ein Tauchziel.

## Geschichte
Das Schiff wurde 1920 als Komet auf der zu Krupp gehörenden Germaniawerft in Kiel aus Stahl gebaut und als Schoner getakelt. Es war ca. 28 m lang. Später wurde er auf Dieselantrieb umgerüstet und in der Ostsee als Frachter für Zement genutzt, bis er 1970 außer Dienst gestellt wurde.
Das Schiff wurde 1972 von der gemeinnützigen „Lahaina Restoration Foundation“ in Dänemark gekauft, nach Hawaii gebracht, auf den Namen Carthaginian II umgetauft (nach dem gleichnamigen Schiff im Roman „Hawaii“ (1959) von James A. Michener) und über mehrere Jahre restauriert. Dabei wurden ein Brigg-Rigg mit Masten aus Fichtenholz, ein Deck aus Eukalyptus und andere für ein Walfangschiff des 19. Jahrhunderts typische Details installiert. 1980 wurde das Schiff als schwimmendes Walfangmuseum eröffnet.

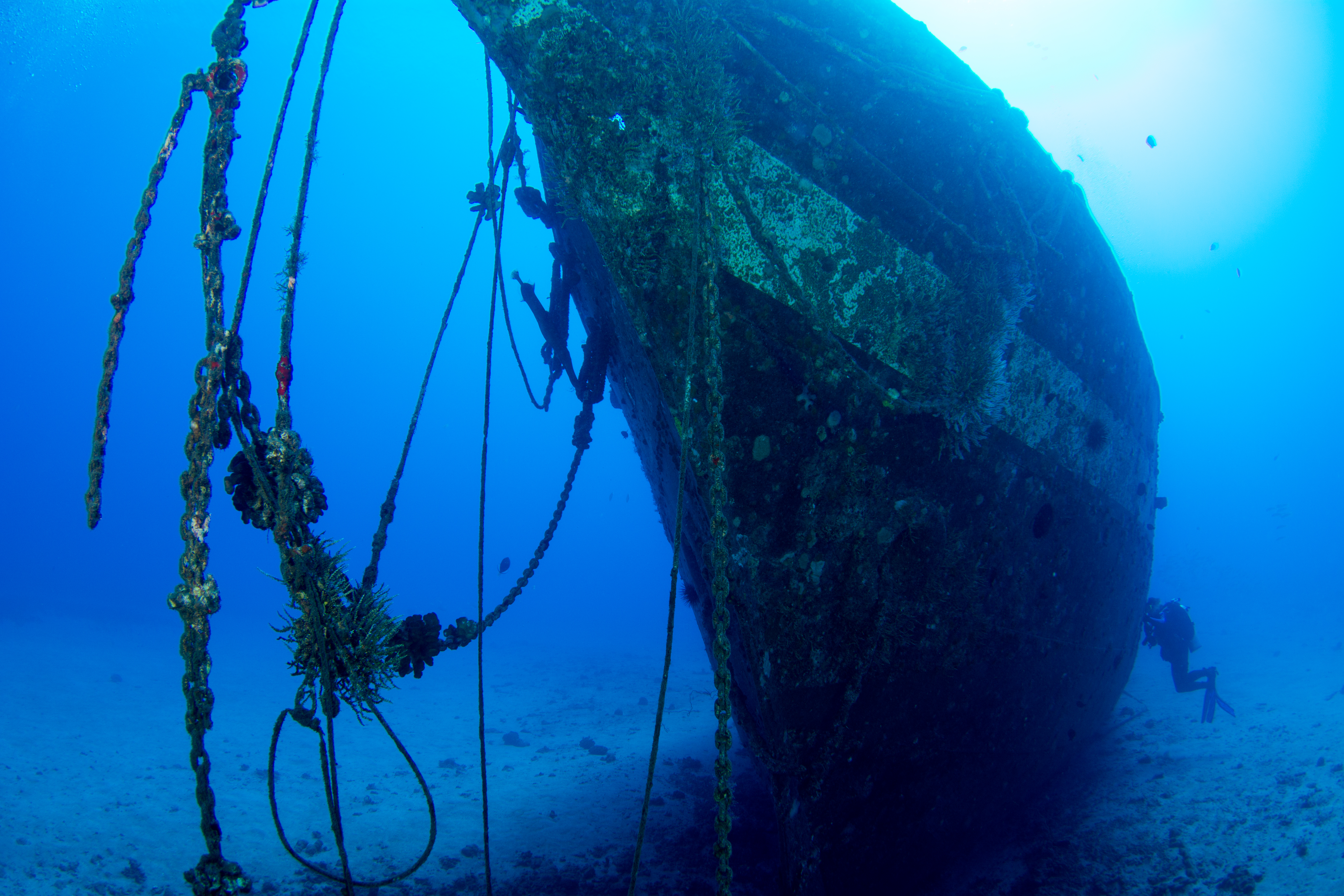
Gesunkenes Schiff (2017)

2005 wurde das Schiff eine halbe Meile von der Küste entfernt auf Position 20° 51′ 45,8″ N, 156° 40′ 30,7″ W als künstliches Korallenriff versenkt. Es liegt in einer Wassertiefe von ca. 30 m. Seitdem dient das Wrack als Ziel für Tauchexpeditionen.